# Jean-Pierre Bertrand (homme politique)
Pour les articles homonymes, voir Jean-Pierre Bertrand et Bertrand.
Jean-Pierre Bertrand dit Jhemp Bertrand, né le 13 février 1921 à Munsbach (Luxembourg) et mort le 1er juillet 2008 dans la même localité, est un résistant et homme politique luxembourgeois.

## Biographie
Né à Munsbach, une localité de la commune de Schuttrange, Jhemp Bertrand est fait prisonnier au cours de la Seconde Guerre mondiale en 1942 et envoyé au camp de concentration de Hinzert en raison de ses activités au sein de la résistance. Fonctionnaire de l'État, il est employé par l'Administration des contributions directes (lb).
Il est pendant près de 43 ans membre du conseil communal de Schuttrange dans lequel il exerce la fonction d'échevin de 1973 à 1975.
Initialement membre du Parti démocratique (DP) où il se présente comme candidat aux élections législatives de 1968, il quitte le parti car, selon lui, le DP a fait trop de concessions sur les principes libéraux. À partir de 1974, il participe sans succès aux élections législatives sous différents partis de tendance libertarienne qu'il fonde : en 1974 et 1979 (dans la circonscription Centre) avec le Parti libéral, le Parti républicain (lb) en 1989, en 1994 avec le Partei fir regional a réel Politik (lb) et en 1999 avec Le Contribuable. Jhemp Bertrand est également membre fondateur de la Federatioun Eist Land - Eis Sprooch (lb) (FELES).
En raison de son utilisation étonnante du pouvoir qu'il considérait comme un abus de l'État, il est décrit comme une sorte d'anarchiste de droite. Résistant fiscal, il mène au cours de sa vie une guérilla judiciaire où il sera débouté des dizaines de plaintes qu'il dépose au nom de l'intérêt général.